# Сабин Зенон Халаткевич
Са̀бин Зѐнон Халаткѐвич (на полски: Sabin Zenon Hałatkiewicz) е полски железопътен инженер.

## Биография
Роден е през 1863 г. в село Хробеж, близо до Пинчов, в семейството на Мария (с родово име Пьотровска) и Фердинанд Халаткевич. Учи железопътно строителство в Грац и Виена. Около 1880 година сключва брак с българката Йовка Панова. От 1889 г. е назначен на държавна служба в Княжество България. Участва в строежа на жп линиите София – Кюстендил, Роман – Шумен, Сарамбей – Пловдив – Стара Загора, Русе – Горна Оряховица – Търново. Проектира и построява значителна част от линията Роман – Плевен – Шумен (1896), а от май 1897 г. ръководи строежа на линията Саранбей – Чирпан – Нова Загора. В периода 1899 – 1905 работи при изграждането на линията Талсунген в Южен Тирол. Там проектира два големи виадукта. Връща се в България и взема участие в проектирането и изграждането на жп линията Дряново – Трявна – Борущица. По-късно проектира линията Мездра – Видин. След избухването на Балканската война през 1912 г., като чужденец, е принуден да напусне България и годините на Първата световна война прекарва във Виена, където губейки голяма част от имуществото си, вложено в ценни книжа. След завръщането си в България, през 1919 – 1920 г. участва в строителството на теснолинейката Раковски – Хасково. В периода 1921 – 1931 г. при тежки планински условия ръководи строителството на линията Раковски – Хасково – Кърджали. През 1929 г. приема българско гражданство. Умира на 26 ноември 1935 г. в Лъджене.